# Wielki Biały Staw

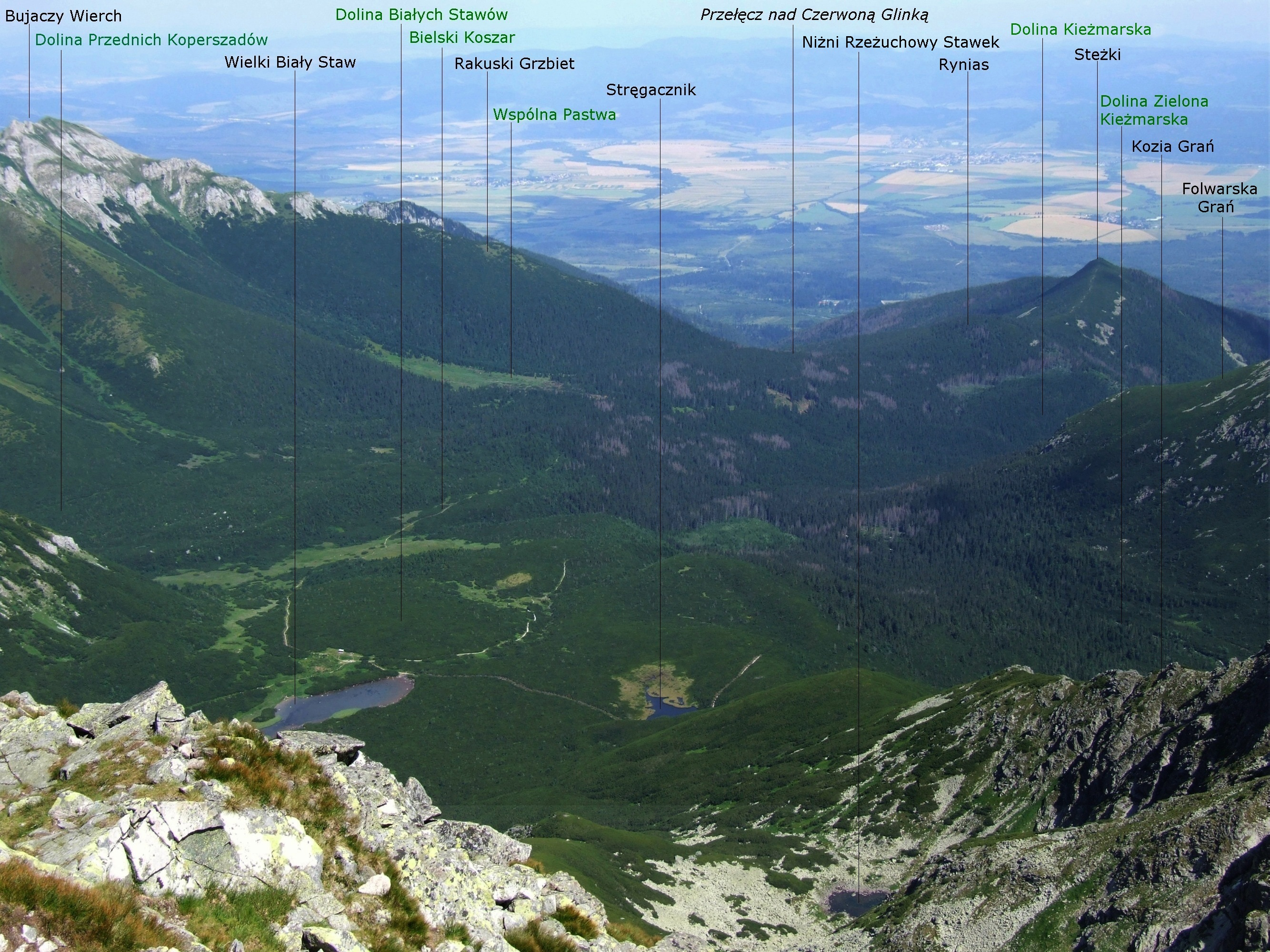
Położenie stawu

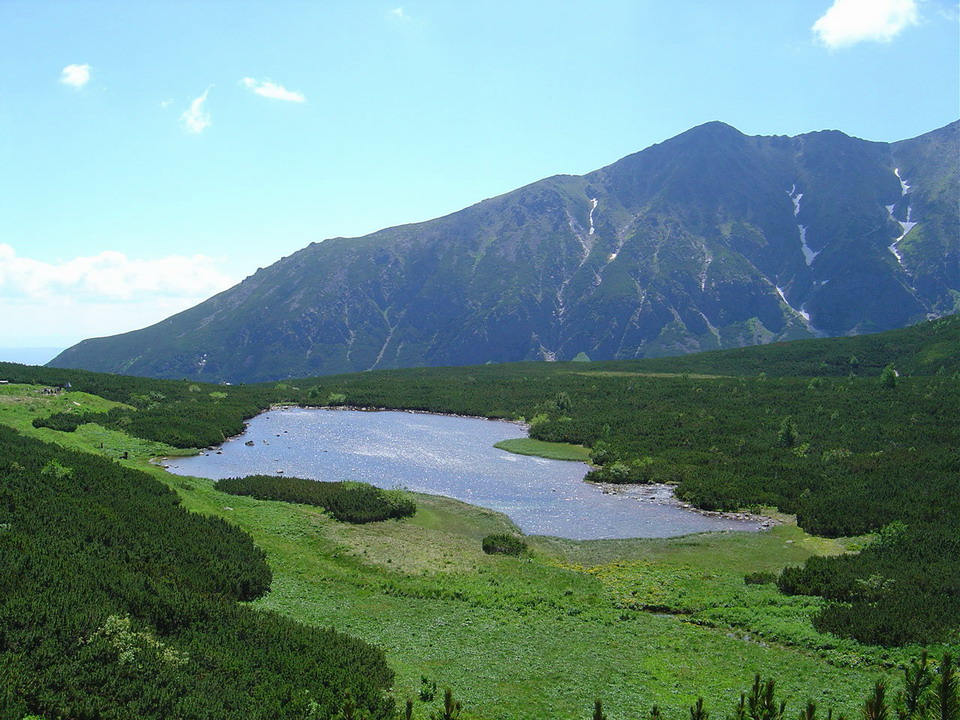
Widok na staw z Przełęczy pod Kopą

Wielki Biały Staw, Biały Staw Kieżmarski, Biały Staw (słow. Veľké Biele pleso, Kežmarské Biele pleso, Biele pleso, niem. Weißer See, Großer Weißer See, węg. Fehér-tó, Nagy-Fehér-tó) – największy ze stawów znajdujących się w Dolinie Białych Stawów w północno-wschodniej części Tatr Wysokich na Słowacji.

## Opis
Staw znajduje się w dolnej części doliny, na poziomie 1613 m n.p.m. Jego powierzchnia według pomiarów przeprowadzonych przez TANAP w latach 1961–1966 wynosi niecały hektar (0,95 ha), starsze pomiary Józefa Szaflarskiego podają 1,056 ha. Wielki Biały Staw ma 195 m długości i 70 m szerokości (według Szaflarskiego odpowiednio 227 m i 82 m) oraz 1 m głębokości. Nad staw opadają z północy zbocza Bielskiej Kopy, od wschodu góruje nad nim sylwetka Jagnięcego Szczytu. W północno-zachodniej części zbiornika uchodzą do niego dwa drobne cieki wodne. Z jeziora wypływa Biały Potok Kieżmarski, będący głównym dopływem Zielonego Potoku Kieżmarskiego, do którego wpada w Dolinie Kieżmarskiej na wysokości ok. 1350 m n.p.m.
Wielki Biały Staw jest otoczony osadami morenowymi. Jego dno od południowej strony jest muliste, odpływ zaś zaścielony dużymi kamieniami. Wskutek małej głębokości poziom wody w stawie i jej temperatura ulegają dużym wahaniom, co odróżnia to jezioro od innych tatrzańskich jezior tej wielkości.
Staw jest największym z jeziorek i oczek wodnych w Dolinie Białych Stawów, obejmowanych wspólną nazwą Białych Stawów. Kilkaset metrów na południe od niego znajduje się drugi pod względem wielkości w dolinie Stręgacznik (Trójkątny Staw), pozostałe stawy to Małe Białe Stawy, Niżni i Wyżni Rzeżuchowy Stawek oraz Żółty Stawek.

## Historia
W 1851 r. jezioro malował Maciej Bogusz Stęczyński, napisał też o nim wiersz, a miejsce to łączył z legendami o zaklętym rubinie. Od 1897 r. przez kilka lat obok stawu działała fabryczka olejku kosodrzewinowego, która na cele produkcji wyniszczyła w okolicy duże ilości limby i kosodrzewiny. Po 1955 r. dokonano nasadzeń limby, kosodrzewina odnowiła się już samoistnie.
Nad stawem w 1922 r. z inicjatywy generała Votruby zostało wybudowane małe schronisko, które miało służyć jako awaryjna baza noclegowa dla żołnierzy na wypadek konfliktu granicznego z Polską. Schronisko od założyciela zwane było Votrubova chata. Dwa lata później schronisko zostało przejęte przez czechosłowackie towarzystwo turystyczne KČST, którego działacze próbowali nadać mu imię Janosika, jednego z najgroźniejszych zbójników karpackich, do czego jednak nie doszło. Chata straciła swoje znaczenie i została rozebrana po wybudowaniu nieopodal w 1942 r. Schroniska Kieżmarskiego. Miało ono dwa piętra i istniało do 1974 r., kiedy zostało zniszczone w wyniku pożaru.
Dziś nad Wielkim Białym Stawem znajduje się koniec najdłuższego szlaku w Tatrach – znakowanej czerwono Magistrali Tatrzańskiej. Dawniej ścieżka prowadziła dalej granią Tatr Bielskich, końcowy odcinek został jednak zamknięty pod pretekstem ochrony przyrody i funkcjonował jako teren polowań dla dygnitarzy rządu czechosłowackiego. Przy stawie widać obecnie jeszcze fundamenty Schroniska Kieżmarskiego, postawiono tu też ławy dla turystów.

## Zanikanie stawu
Biały Staw Kieżmarski jest klasycznym przykładem wysokogórskiego jeziora w zaawansowanym stadium rozwojowym. Już w latach 80. XIX w. polski botanik Bolesław Kotula pisał o Wielkim Białym Stawie, że jest to „brudna kałuża turzycami porosła”. Bardzo płytki, przepływowy, stale zasilany przez dwa wpadające do niego potoki drobnym materiałem mineralnym, jest jednym z najszybciej zanikających stawów tatrzańskich. Według danych z 2018 r. jego wymiary wynoszą już tylko 177 × 65 m, zaś powierzchnia skurczyła się do 0,79 ha. Maksymalna głębokość wynosi tylko 0,8 m, a średnia – jedynie 0,44 m. Przybrzeżne części stawu są zdecydowanie płytsze, a pod głęboką na kilka-kilkanaście centymetrów warstwą wody znajdują się dość grube warstwy drobnych osadów mineralno-organicznych. Zapewnia to doskonałe warunki rozwoju roślinności, w tym zwłaszcza turzycy dzióbkowatej.
Ekspansja roślinności ogranicza szybkość przepływu wody i zwiększa ilość zatrzymywanego osadu. Jednocześnie wzrastająca ilość martwej masy organicznej, pochodząca z obumarłych fragmentów roślin użyźnia osad, stwarzając jeszcze korzystniejsze warunki dla turzyc. W ten sposób szybkość zarastania zbiornika nieustannie się zwiększa. W latach 1949–1986 staw zarastał w tempie ok. 12 m² na rok. Natomiast w latach 2009–2018 tempo zarastania wynosiło już 61 m² na rok, co oznacza, że wzrosło ono pięciokrotnie. Utrata powierzchni lustra wody jest tu największa w porównaniu ze stratami powierzchni wszystkich innych stawów tatrzańskich. W przypadku przyjęcia optymalnego modelu matematycznego możemy się spodziewać, że staw straci ostatnie fragmenty lustra wody do ok. 2350 r. Jest jednak bardziej prawdopodobne, że stanie się to jeszcze przed końcem naszego stulecia. Na miejscu stawu przez pewien czas istnieć będzie podmokła łąka turzycowa, przecięta ciekami wspomnianych dwóch potoków, na którą z czasem zacznie wkraczać kosodrzewina.

## Szlaki turystyczne
– końcowy odcinek znakowanej czerwono Magistrali Tatrzańskiej, prowadzący ze schroniska nad Zielonym Stawem (Chata pri Zelenom plese) nad Wielki Biały Staw, a następnie na Przełęcz pod Kopą (wspólnie ze szlakiem niebieskim) i przez Szeroką Przełęcz Bielską do Zdziaru.
- Czas przejścia z Zielonego Stawu nad Wielki Biały Staw: 35 min w obie strony
- Czas przejścia znad stawu na Przełęcz pod Kopą: 45 min, ↓ 35 min; z przełęczy do Zdziaru: 3:30 h, ↑ 4 h

  – niebieski szlak z Matlar przez Rzeżuchową Polanę do Doliny Białego Stawu nad Wielki Biały Staw i stamtąd przez Wyżnią Przełęcz pod Kopą na Przełęcz pod Kopą.
- Czas przejścia z Matlar nad Wielki Biały Staw: 3:30 h, ↓ 2:45 h
- Czas przejścia znad stawu na Przełęcz pod Kopą: 45 min, ↓ 35 min

  – zielony szlak z Tatrzańskiej Kotliny i Schroniska pod Szarotką w Dolinie do Siedmiu Źródeł (dolina Siedmich Prameňov) do Doliny Kieżmarskiej, dalej jej dnem nad Wielki Biały Staw. Czas przejścia z Tatrzańskiej Kotliny: 3:10 h, ↓ 2:20 h